# Albert S.J. Carnahan
Pour les articles homonymes, voir Carnahan.
Albert Sidney Johnson Carnahan est un homme politique et un diplomate américain (9 janvier 1897 - 24 mars 1968) qui a été élu au Congrès américain comme représentant démocrate du Missouri (1945 à 1947, 1949 à 1961) ; il fut aussi le premier ambassadeur américain en Sierra Leone (de 1961 à 1963).